# Apatura orientalis
Apatura orientalis är en fjärilsart som beskrevs av Le Moult 1947. Apatura orientalis ingår i släktet Apatura och familjen praktfjärilar. Inga underarter finns listade i Catalogue of Life.